# Вольф, Аарон
Аарон Вольф (яп. ウルフ・アロン, род. 25 февраля 1996, Токио) — японский дзюдоист, чемпион и призёр чемпионатов Японии, чемпион Азии и мира, чемпион и призёр летних Олимпийских игр 2020 года в Токио.
Мать — японка, отец — американец. 

## Карьера
Родился 25 февраля 1996 года в Токио. В 2013 году стал бронзовым призёром, а на следующий год — победителем первенства Японии среди юниоров. В 2014 году на первенстве мира стал бронзовым призёром. В 2016—2019 годах становился победителем (2016—2017 годы — до 100 кг; 2019 — абсолютная категория) и серебряным призёром (2017 — абсолютная категория; 2019 — до 100 кг) чемпионатов Японии. Победитель и призёр многих престижных международных турниров. В 2017 году на чемпионате мира в Будапеште поднялся на высшую ступень пьедестала.
На предолимпийском чемпионате мира 2019 года, который проходил в Токио завоевал бронзовую медаль, победив в поединке за третье место соперника из Азербайджана Эльмара Гасымова.